# Methia necydalea
Methia necydalea là một loài bọ cánh cứng trong họ Cerambycidae.